# 藤好建史
藤好 建史（ふじよし たてし、1946年 - ）は熊本の大腸肛門病専門の医師。熊本県で大腸肛門病専門施設である藤好クリニックの院長を務める。日本大腸肛門病学会指導医（評議会）に専門医として所属。患者の食事療法も含め指導をしており、クリニックでは玄米菜食を基本とした食材も売っている。NPO法人さくらねうねうの理事長も務めており、野良猫などの動物の保護活動にも従事する。

## 来歴
1946年、熊本県玉名郡大野下村に生まれる。
父の三井太牟田病院勤務により大牟田の小･中学校に通学。

## 学歴
久留米大学付設高等学校より熊本大学医学部入学。研究テーマは「胃癌の生化学」、ヨット部に在籍。
1972年、熊本大学第二外科入局、消化器癌の研究に励む。この間、熊本市民病院で乳癌、大腸癌を研修し、小国国立病院では、地域医療を経験する。

## 職歴
熊本大学医学部第二外科を辞し、昭和56年、三井太牟田病院にて大腸肛門科を主宰。
その後熊本市内の高野病院に副院長として勤務、10年間で（肛門疾患約3,000例、大腸がん患800例）の治療及び手術を担当。
1994年熊本市に藤好クリニック開院。
2020年より認定NPO法人アニマルライツセンターのアドバイザーを務める。

## 著書
- 「大腸ポリープ取扱いのすべて－がん検診でポリープをみつけたら」（日本医事新報社）ISBN 4784941177
- 「外来診療・小外科マニュアル［痔核］」（医学書院）doi:10.11477/mf.1407902945
- 「よりよい消化器検診」（キタ･メディア）
- 「大腸ポリープ切除基準」（医療新報）
- 「心を癒す病をいやすストレス世代に増え続ける潰瘍性大腸炎」（株マインド）NCID BA56264995
- 「実用中医大腸肛門学」